# 1715
Il 1715 (MDCCXV in numeri romani) è un anno  del XVIII secolo.

## Eventi
- 6 febbraio – Al Portogallo viene concessa la Colonia del Sacramento sul río de la Plata alla fine della Guerra di successione spagnola (fino al 1777).
- 19 marzo – Clemente XI emana la Bolla Ex Illa Die, su proposta del legato pontificio Carlo Tommaso Maillard de Tournon sul problema delle Missioni in Cina e dei cosiddetti riti cinesi, che furono vietati.
- 26 aprile – Il massacro di un gruppo di ufficiali ad opera di Nativi americani provoca la Guerra Yamasee in Carolina del Sud.
- 3 maggio – Si verifica un'eclissi solare totale, che è ben visibile nell'Inghilterra meridionale (e parzialmente anche a Parigi), in Svezia e Finlandia (l'ultima eclissi totale visibile a Londra per quasi 900 anni).
- 20 luglio – Settima guerra turco-veneziana: Caduta di Nauplion, la capitale del "Regno di Morea" veneziano.
- 24 luglio – Flotta del Tesoro del 1715: Una flotta spagnola del tesoro, composta da dodici navi al comando del generale Don Juan Ubilla, lascia L'Avana (Cuba) in direzione della Spagna. Sette giorni dopo undici di queste navi affonderanno in una tempesta al largo delle coste della Florida (alcuni secoli dopo, vengono scoperti resti di questo tesoro dai relitti ritrovati).
- 1º settembre – Muore a Versailles Luigi XIV di Francia dopo 72 anni di regno. Gli succederà Luigi XV di Francia.
- 15 novembre – Terzo Trattato della Barriera firmato dalla Gran Bretagna, dal Sacro Romano Impero e dai Paesi Bassi.[1]
- 24 dicembre – Le truppe svedesi occupano la Norvegia.
- John Lethbridge idea la prima tuta da palombaro.

## Nati

### Gennaio
- 9 gennaio - Robert François Damiens, criminale francese († 1757)
- 10 gennaio - Christian August Crusius, filosofo e teologo tedesco († 1775)
- 12 gennaio - Jacques Duphly, clavicembalista, organista e compositore francese († 1789)
- 20 gennaio - Raniero Finocchietti, cardinale italiano († 1793)
- 26 gennaio - Claude-Adrien Helvétius, filosofo e scrittore francese († 1771)
- 27 gennaio - Giacinto Sardi, vescovo cattolico italiano († 1786)
- 30 gennaio - Jean-Baptiste Lestiboudois, botanico e farmacista francese († 1804)
- 31 gennaio - Giovanni Fagnano dei Toschi, matematico italiano († 1797)

### Febbraio
- 1º febbraio - Giovanni Battista Ronchelli, pittore italiano († 1788)
- 2 febbraio - Scipione Ardoino Alcontres, arcivescovo cattolico italiano († 1778)
- 5 febbraio - Baltazar Adam Krčelić, giurista, storico e teologo croato († 1778)
- 8 febbraio - Pasquale Cafaro, compositore italiano († 1787)
- 8 febbraio - Urbano Paracciani Rutili, cardinale e arcivescovo cattolico italiano († 1777)
- 10 febbraio - Giuseppe Agosti, botanico e gesuita italiano († 1786)
- 11 febbraio - Margaret Harley, nobildonna inglese († 1785)
- 18 febbraio - Eleonora di Schleswig-Holstein-Sonderburg-Wiesenburg, nobildonna tedesca († 1760)
- 22 febbraio - Charles-Nicolas Cochin, pittore, scrittore e disegnatore francese († 1790)
- 22 febbraio - Jean-Georges Lefranc de Pompignan, politico e arcivescovo cattolico francese († 1790)
- 22 febbraio - Vincenzo Malvezzi Bonfioli, cardinale e arcivescovo cattolico italiano († 1775)

### Marzo
- 4 marzo - James Waldegrave, II conte Waldegrave, nobile e politico inglese († 1763)
- 7 marzo - Ewald Christian von Kleist, poeta tedesco († 1759)
- 17 marzo - Giuseppe Rabazzi, fantino italiano († 1791)
- 21 marzo - Johann Gottfried Knöffler, scultore tedesco († 1779)
- 21 marzo - Saliha Sultan, principessa ottomana († 1778)
- 25 marzo - Maria Francesca delle Cinque Piaghe, religiosa italiana († 1791)

### Aprile
- 3 aprile - William Watson, fisico e botanico britannico († 1787)
- 9 aprile - Giovanni Carlo Boschi, cardinale e arcivescovo cattolico italiano († 1788)
- 11 aprile - John Alcock, organista inglese († 1806)
- 14 aprile - Paolo Francesco Giustinian, arcivescovo cattolico italiano († 1789)
- 19 aprile - Domenico Catazzo, poeta, agronomo e botanico italiano († 1792)
- 20 aprile - Marie-Thérèse de La Ferté-Imbault, francese († 1791)
- 23 aprile - Johann Friedrich Doles, compositore tedesco († 1797)
- 28 aprile - Joaquín Diego de Zúñiga, nobile spagnolo († 1777)

### Maggio
- 5 maggio - Daniel Dal Barba, compositore, violinista e cantante lirico italiano († 1801)
- 11 maggio - Johann Gottfried Bernhard Bach, organista tedesco († 1739)
- 13 maggio - František Sehling, tenore e musicista ceco († 1774)
- 21 maggio - Eugène de Courten, generale svizzero († 1802)
- 22 maggio - François-Joachim de Pierre de Bernis, cardinale, arcivescovo cattolico e politico francese († 1794)
- 25 maggio - Antonio Casali, cardinale italiano († 1787)
- 30 maggio - Salvatore Monosilio, pittore italiano († 1776)

### Giugno
- 4 giugno - Giovanni Carafa di Noja, nobile e matematico italiano († 1768)
- 8 giugno - Georg Christoph Wagenseil, compositore, organista e clavicembalista austriaco († 1777)
- 18 giugno - Harry Grey, IV conte di Stamford, nobile britannico († 1768)
- 18 giugno - Marianne Santini Fabri, scrittrice e poetessa italiana († 1787)
- 28 giugno - Apollonio Domenichini, pittore italiano († 1757)
- 29 giugno - Heinrich Kajetan von Blümegen, politico e nobile austriaco († 1788)
- 29 giugno - Pedro de Cevallos, militare spagnolo († 1778)

### Luglio
- 3 luglio - Charles Saunders, ammiraglio britannico († 1775)
- 4 luglio - Christian Fürchtegott Gellert, poeta, scrittore e filosofo tedesco († 1769)
- 4 luglio - Charles François Hutin, pittore, incisore e scultore francese († 1776)
- 11 luglio - Jean-Joseph Balechou, incisore e pittore francese († 1764)
- 14 luglio - Caterina Sagredo Barbarigo, nobildonna italiana († 1772)
- 16 luglio - Carlo di Rohan-Soubise, generale francese († 1787)
- 17 luglio - Federica di Sassonia-Gotha-Altenburg, principessa tedesca († 1775)
- 25 luglio - Jakob Immanuel Pyra, poeta tedesco († 1744)

### Agosto
- 4 agosto - Domenico Cerato, architetto e religioso italiano († 1792)
- 6 agosto - Luc de Clapiers de Vauvenargues, scrittore e saggista francese († 1747)
- 12 agosto - Pier Francesco Grimaldi, doge († 1791)
- 25 agosto - Louis de Fabry, ammiraglio francese († 1794)
- 25 agosto - Luis González Velázquez, pittore spagnolo († 1763)

### Settembre
- 1º settembre - Gennaro I Carafa Cantelmo Stuart, VII principe di Roccella, nobile e alchimista italiano († 1767)
- 15 settembre - Jean-Baptiste Vaquette de Gribeauval, generale e ingegnere francese († 1789)
- 23 settembre - Anselmo Cattich, vescovo cattolico dalmata († 1792)
- 24 settembre - Camillo Rospigliosi, III principe Rospigliosi, nobile italiano († 1769)
- 25 settembre - Vittoria Carlotta di Anhalt-Bernburg-Schaumburg-Hoym, nobile († 1792)
- 26 settembre - Niccolò Oddi, cardinale e arcivescovo cattolico italiano († 1767)
- 27 settembre - Gennaro Maria Albertini, religioso e vescovo cattolico italiano († 1767)

### Ottobre
- 2 ottobre - Domenico Caracciolo, diplomatico e politico italiano († 1789)
- 5 ottobre - Victor Riqueti de Mirabeau, economista francese († 1789)
- 9 ottobre - Mercuriale Prati, vescovo cattolico italiano († 1806)
- 10 ottobre - Ayşe Sultan, principessa ottomana († 1775)
- 10 ottobre - Augusto Guglielmo di Brunswick-Bevern, generale prussiano († 1781)
- 18 ottobre - Giuseppe Maria Secondo, storico e letterato italiano († 1798)
- 20 ottobre - João Cosme da Cunha, cardinale e arcivescovo cattolico portoghese († 1783)
- 22 ottobre - Ekaterina Andreevna Ušakova, nobildonna russa († 1779)
- 23 ottobre - Pietro II di Russia, sovrano russo († 1730)

### Novembre
- 5 novembre - Anton Giorgio Clerici, nobile, generale e mecenate italiano († 1768)
- 5 novembre - Felice di Nicosia, francescano italiano († 1787)
- 5 novembre - Johann Georg Wille, incisore tedesco († 1808)
- 6 novembre - Carlo Andrea Rana, architetto e matematico italiano († 1804)
- 8 novembre - Elisabetta Cristina di Brunswick-Wolfenbüttel-Bevern, sovrana tedesca († 1797)
- 13 novembre - Dorothea Erxleben, medica tedesca († 1762)
- 15 novembre - Girolamo Abos, compositore maltese († 1760)
- 17 novembre - Danvers Osborn, III baronetto, politico e nobile britannico († 1753)
- 20 novembre - Pierre Charles Le Monnier, astronomo e geofisico francese († 1799)
- 27 novembre - Johann Gottlob Leidenfrost, medico, teologo e fisico tedesco († 1794)

### Dicembre
- 9 dicembre - Giovanni Casimiro di Isenburg-Büdingen-Birstein, generale e nobile tedesco († 1759)
- 9 dicembre - Joseph Marie Terray, abate e politico francese († 1778)
- 11 dicembre - Johann Valentin Tischbein, pittore tedesco († 1768)
- 12 dicembre - Gennaro Manna, compositore italiano († 1779)
- 19 dicembre - Giovanni Costanzo Caracciolo, cardinale italiano († 1780)
- 21 dicembre - Tommaso Gherardini, pittore italiano († 1797)
- 21 dicembre - François-Vincent Toussaint, scrittore, traduttore e enciclopedista francese († 1772)
- 27 dicembre - Philippe de Noailles, nobile e militare francese († 1794)

### Senza giorno specificato
- Gabriel Briard, pittore francese († 1777)
- Jacob Bryant, antiquario inglese († 1804)
- Margaret Calderwood, viaggiatrice e scrittrice scozzese († 1774)
- Giovanni Battista Casali, compositore italiano († 1792)
- Carlo Cozio, scacchista italiano († 1780)
- Elisabetta D'Afflisio Moreri, attrice teatrale italiana († 1760)
- Giovanni Del Gaizo, ingegnere e architetto italiano († 1796)
- Ignazio Fiorillo, compositore italiano († 1787)
- Giulio Galliori, architetto italiano († 1795)
- Joseph Gegenbach, ebanista e intagliatore francese († 1797)
- Antonio de Guill y Gonzaga, politico spagnolo († 1768)
- Richard Hayes, matematico britannico († 1740)
- William Johnson, generale e politico irlandese († 1774)
- Carlo Ferdinando Landolfi, liutaio italiano († 1784)
- John Sebastian Miller, botanico e illustratore tedesco
- Thomas Mudge, orologiaio inglese († 1794)
- Angelo Nannoni, chirurgo italiano († 1790)
- Jean-Baptiste Perronneau, pittore francese († 1783)
- Domenico Piò, scultore italiano († 1801)
- Nicolas-Jean-Baptiste Raguenet, pittore francese († 1793)
- Scipione II de' Rossi, nobile italiano († 1802)
- Valentino Rovisi, pittore italiano († 1783)
- Stanislav Sočivica, croato
- Tachibana Yasukuni, pittore e incisore giapponese († 1792)
- Giuseppe Antonio Taruffi, scrittore, diplomatico e scacchista italiano († 1786)
- Giuseppe Varotti, pittore italiano († 1780)
- Giovanni Vista, letterato e religioso italiano († 1767)
- Giuseppe Zonca, compositore e basso italiano († 1772)
- Francesco Zoppis, compositore italiano
- Hortense Félicité de Mailly, francese († 1799)
- Karl Otto von Gymnich, nobile e politico tedesco († 1785)

## Morti

### Gennaio
- 3 gennaio - Onorio Marinari, pittore italiano (n. 1627)
- 7 gennaio - Mary Capell, nobildonna inglese (n. 1630)
- 7 gennaio - Fénelon, arcivescovo cattolico, teologo e pedagogo francese (n. 1651)
- 9 gennaio - Vincenzo Felici, scultore italiano (n. 1657)
- 22 gennaio - Marc'Antonio Ziani, compositore italiano

### Febbraio
- 11 febbraio - Giovanni Benvenuti, violinista italiano
- 13 febbraio - Antonio Sebastián de Toledo Molina y Salazar, nobile spagnolo (n. 1622)
- 17 febbraio - Antoine Galland, orientalista e archeologo francese (n. 1646)
- 19 febbraio - Domenico Egidio Rossi, architetto italiano (n. 1659)
- 25 febbraio - Pu Songling, scrittore cinese (n. 1640)

### Marzo
- 2 marzo - Emmanuel Théodose de La Tour d'Auvergne, nobile e cardinale francese (n. 1643)
- 11 marzo - Jan-Erasmus Quellinus, pittore fiammingo (n. 1634)
- 17 marzo - Gilbert Burnet, vescovo anglicano e storico scozzese (n. 1643)
- 18 marzo - Gregorio Caloprese, filosofo, medico e matematico italiano (n. 1654)
- 21 marzo - Jean-Baptiste d'Arco, militare italiano
- 22 marzo - Vittorio Amedeo di Savoia, principe italiano (n. 1699)
- 27 marzo - Augusto di Sassonia-Merseburg, nobile (n. 1655)

### Aprile
- 3 aprile - Francesco Aviani, pittore italiano (n. 1662)
- 6 aprile - Perizonius, filologo e storico olandese (n. 1651)
- 12 aprile - John Keith, I conte di Kintore, nobile scozzese (n. 1630)
- 12 aprile - Thomas Wharton, I marchese di Wharton, nobile e politico inglese (n. 1648)
- 16 aprile - Alexandre Jean Oppenordt, ebanista francese (n. 1639)
- 17 aprile - Alberto Volfango di Hohenlohe-Langenburg, nobile (n. 1659)

### Maggio
- 8 maggio - Maria Mancini, nobile italiana (n. 1639)
- 8 maggio - Henning Bernhard Witter, teologo tedesco (n. 1683)
- 11 maggio - Claude de Ferrière, giurista francese (n. 1639)
- 19 maggio - Maria Elisabetta di Eggenberg, austriaca (n. 1640)
- 20 maggio - Armand Jean de Vignerot du Plessis, ammiraglio francese (n. 1629)
- 21 maggio - Pierre Magnol, botanico francese (n. 1638)

### Giugno
- 6 giugno - Charles de Carteret, nobile (n. 1679)
- 12 giugno - Angelo De Rossi, scultore italiano (n. 1671)
- 13 giugno - Richard Lee II, militare e politico britannico (n. 1647)
- 17 giugno - Andreas von Gundelsheimer, medico e botanico tedesco (n. 1668)
- 18 giugno - Heinrich Franz von Mansfeld, nobile, diplomatico e militare austriaco (n. 1640)
- 19 giugno - Nicolas Lémery, chimico e medico francese (n. 1645)
- 21 giugno - Giovanni di Tobol'sk, religioso e teologo ucraino (n. 1651)
- 25 giugno - Jean-Baptiste du Casse, pirata e ammiraglio francese (n. 1646)
- 28 giugno - Antonio Nasini, pittore e presbitero italiano (n. 1643)
- 29 giugno - Claudia De Angelis, religiosa italiana (n. 1675)

### Luglio
- 2 luglio - Hortensia von Moos, scrittrice svizzera (n. 1659)
- 2 luglio - Benito de Sala y de Caramany, cardinale e vescovo cattolico spagnolo (n. 1646)
- 5 luglio - Charles Ancillon, scrittore francese (n. 1659)
- 15 luglio - Jean-Marie de La Marque de Tilladet, religioso e abate francese (n. 1650)
- 18 luglio - Alessandro Bon, condottiero e politico italiano (n. 1654)
- 25 luglio - Francesco II Giuseppe di Lorena, nobile e abate tedesco (n. 1689)
- 28 luglio - Giuseppe Campani, ottico, astronomo e inventore italiano (n. 1635)

### Agosto
- 1º agosto - Giovanni Ernesto di Sassonia-Weimar, principe e compositore tedesco (n. 1696)
- 5 agosto - Francesco Nomis di Valfenera e Castelletto, politico italiano (n. 1641)
- 16 agosto - Johann Gregor Fuchs, architetto tedesco (n. 1650)
- 16 agosto - Maria Elisabetta d'Assia-Darmstadt, nobile (n. 1656)
- 16 agosto - Raymond Vieussens, medico francese (n. 1641)
- 27 agosto - Francesco Ramírez, arcivescovo cattolico spagnolo (n. 1648)

### Settembre
- 1º settembre - François Girardon, scultore francese (n. 1628)
- 1º settembre - Luigi XIV di Francia, re (n. 1638)
- 10 settembre - Nicola Partenio Giannettasio, gesuita e poeta italiano (n. 1648)
- 23 settembre - Luigi Nogarola, poeta e librettista italiano (n. 1669)
- 24 settembre - Wilhelm Homberg, chimico e medico olandese (n. 1652)
- 24 settembre - Pierre Pérignon, monaco cristiano francese (n. 1639)
- 27 settembre - Thomas Burnet, teologo inglese (n. 1635)

### Ottobre
- 3 ottobre - Ferdinand August von Lobkowicz, nobile e diplomatico ceco (n. 1655)
- 13 ottobre - Nicolas Malebranche, filosofo e scienziato francese (n. 1638)
- 17 ottobre - Ernesto di Sassonia-Hildburghausen, duca (n. 1655)
- 20 ottobre - Carlo Donelli, pittore italiano (n. 1661)
- 20 ottobre - Mainardo II di Hohenzollern-Sigmaringen, principe (n. 1673)
- 26 ottobre - Pier Francesco Varchesi, pittore italiano (n. 1635)
- 30 ottobre - Thomas Lennard, I conte di Sussex, nobile e politico inglese (n. 1654)

### Novembre
- 2 novembre - Carlotta Cristina di Brunswick-Wolfenbüttel, principessa tedesca (n. 1694)
- 6 novembre - Gülnuş Sultan, sultana ottomana
- 12 novembre - Francesco Terriesi, diplomatico italiano (n. 1635)
- 13 novembre - John Lyon, V conte di Strathmore e Kinghorne, nobile scozzese (n. 1696)
- 14 novembre - Antonio Grassi, vescovo cattolico italiano (n. 1644)
- 20 novembre - Alberico III Cybo-Malaspina, sovrano italiano (n. 1674)
- 21 novembre - William Moreton, religioso inglese (n. 1641)
- 21 novembre - Grigorij Dmitrievič Stroganov, politico russo (n. 1656)
- 24 novembre - Edvige Eleonora di Holstein-Gottorp, nobile tedesca (n. 1636)

### Dicembre
- 2 dicembre - Jean-Baptiste Belin, pittore francese (n. 1653)
- 4 dicembre - Carlo Giuseppe di Lorena, arcivescovo cattolico tedesco (n. 1680)
- 9 dicembre - Benedetto Gennari junior, pittore italiano (n. 1633)
- 14 dicembre - Thomas Tenison, arcivescovo anglicano britannico (n. 1636)
- 19 dicembre - Maria Antonia del Liechtenstein, principessa austriaca (n. 1683)
- 21 dicembre - Giovanni Barbiano di Belgiojoso, nobile e militare italiano (n. 1638)
- 24 dicembre - Serafino Pasolino, abate italiano (n. 1649)

### Senza giorno specificato
- Filippo Abbiati, pittore italiano (n. 1640)
- Fabio Bonvicini, ammiraglio italiano (n. 1660)
- William Dampier, pirata e esploratore inglese (n. 1651)
- Flavia Durand, pittrice italiana (n. 1635)
- Daniel Eberlin, compositore e direttore d'orchestra tedesco (n. 1647)
- Mirwais Hotak, condottiero afghano (n. 1673)
- Kalaylıkoz Hacı Ahmed Pascià, politico ottomano
- Pietro Migali, compositore e violinista italiano (n. 1635)
- Pietro Nati, medico e naturalista italiano (n. 1624)
- Anton Maria Piola, pittore italiano (n. 1654)
- Scipione I de' Rossi, nobile e condottiero italiano (n. 1628)
- Thomas Savery, ingegnere e inventore inglese (n. 1650)
- Silahdar Süleyman Paşa, politico e militare ottomano
- Anna Maria Sirani, pittrice italiana (n. 1645)
- Luca Spinola, doge italiano (n. 1628)
- Nahum Tate, poeta, librettista e paroliere irlandese (n. 1652)
- Cornelis de Bie, poeta, retore e giurista belga (n. 1627)

## Calendario
| Calendario 1715 | Calendario 1715 | Calendario 1715 | Calendario 1715 | Calendario 1715 | Calendario 1715 | Calendario 1715 | Calendario 1715 | Calendario 1715 | Calendario 1715 | Calendario 1715 | Calendario 1715 | Calendario 1715 | Calendario 1715 | Calendario 1715 | Calendario 1715 | Calendario 1715 | Calendario 1715 | Calendario 1715 | Calendario 1715 | Calendario 1715 | Calendario 1715 | Calendario 1715 | Calendario 1715 | Calendario 1715 | Calendario 1715 | Calendario 1715 | Calendario 1715 | Calendario 1715 | Calendario 1715 | Calendario 1715 | Calendario 1715 | Calendario 1715 |
| --------------- | --------------- | --------------- | --------------- | --------------- | --------------- | --------------- | --------------- | --------------- | --------------- | --------------- | --------------- | --------------- | --------------- | --------------- | --------------- | --------------- | --------------- | --------------- | --------------- | --------------- | --------------- | --------------- | --------------- | --------------- | --------------- | --------------- | --------------- | --------------- | --------------- | --------------- | --------------- | --------------- |
|                 | 1               | 2               | 3               | 4               | 5               | 6               | 7               | 8               | 9               | 10              | 11              | 12              | 13              | 14              | 15              | 16              | 17              | 18              | 19              | 20              | 21              | 22              | 23              | 24              | 25              | 26              | 27              | 28              | 29              | 30              | 31              |                 |
| Gennaio         | Ma              | Me              | Gi              | Ve              | Sa              | Do              | Lu              | Ma              | Me              | Gi              | Ve              | Sa              | Do              | Lu              | Ma              | Me              | Gi              | Ve              | Sa              | Do              | Lu              | Ma              | Me              | Gi              | Ve              | Sa              | Do              | Lu              | Ma              | Me              | Gi              |                 |
| Febbraio        | Ve              | Sa              | Do              | Lu              | Ma              | Me              | Gi              | Ve              | Sa              | Do              | Lu              | Ma              | Me              | Gi              | Ve              | Sa              | Do              | Lu              | Ma              | Me              | Gi              | Ve              | Sa              | Do              | Lu              | Ma              | Me              | Gi              |                 |                 |                 |                 |
| Marzo           | Ve              | Sa              | Do              | Lu              | Ma              | Me              | Gi              | Ve              | Sa              | Do              | Lu              | Ma              | Me              | Gi              | Ve              | Sa              | Do              | Lu              | Ma              | Me              | Gi              | Ve              | Sa              | Do              | Lu              | Ma              | Me              | Gi              | Ve              | Sa              | Do              |                 |
| Aprile          | Lu              | Ma              | Me              | Gi              | Ve              | Sa              | Do              | Lu              | Ma              | Me              | Gi              | Ve              | Sa              | Do              | Lu              | Ma              | Me              | Gi              | Ve              | Sa              | Do              | Lu              | Ma              | Me              | Gi              | Ve              | Sa              | Do              | Lu              | Ma              |                 |                 |
| Maggio          | Me              | Gi              | Ve              | Sa              | Do              | Lu              | Ma              | Me              | Gi              | Ve              | Sa              | Do              | Lu              | Ma              | Me              | Gi              | Ve              | Sa              | Do              | Lu              | Ma              | Me              | Gi              | Ve              | Sa              | Do              | Lu              | Ma              | Me              | Gi              | Ve              |                 |
| Giugno          | Sa              | Do              | Lu              | Ma              | Me              | Gi              | Ve              | Sa              | Do              | Lu              | Ma              | Me              | Gi              | Ve              | Sa              | Do              | Lu              | Ma              | Me              | Gi              | Ve              | Sa              | Do              | Lu              | Ma              | Me              | Gi              | Ve              | Sa              | Do              |                 |                 |
| Luglio          | Lu              | Ma              | Me              | Gi              | Ve              | Sa              | Do              | Lu              | Ma              | Me              | Gi              | Ve              | Sa              | Do              | Lu              | Ma              | Me              | Gi              | Ve              | Sa              | Do              | Lu              | Ma              | Me              | Gi              | Ve              | Sa              | Do              | Lu              | Ma              | Me              |                 |
| Agosto          | Gi              | Ve              | Sa              | Do              | Lu              | Ma              | Me              | Gi              | Ve              | Sa              | Do              | Lu              | Ma              | Me              | Gi              | Ve              | Sa              | Do              | Lu              | Ma              | Me              | Gi              | Ve              | Sa              | Do              | Lu              | Ma              | Me              | Gi              | Ve              | Sa              |                 |
| Settembre       | Do              | Lu              | Ma              | Me              | Gi              | Ve              | Sa              | Do              | Lu              | Ma              | Me              | Gi              | Ve              | Sa              | Do              | Lu              | Ma              | Me              | Gi              | Ve              | Sa              | Do              | Lu              | Ma              | Me              | Gi              | Ve              | Sa              | Do              | Lu              |                 |                 |
| Ottobre         | Ma              | Me              | Gi              | Ve              | Sa              | Do              | Lu              | Ma              | Me              | Gi              | Ve              | Sa              | Do              | Lu              | Ma              | Me              | Gi              | Ve              | Sa              | Do              | Lu              | Ma              | Me              | Gi              | Ve              | Sa              | Do              | Lu              | Ma              | Me              | Gi              |                 |
| Novembre        | Ve              | Sa              | Do              | Lu              | Ma              | Me              | Gi              | Ve              | Sa              | Do              | Lu              | Ma              | Me              | Gi              | Ve              | Sa              | Do              | Lu              | Ma              | Me              | Gi              | Ve              | Sa              | Do              | Lu              | Ma              | Me              | Gi              | Ve              | Sa              |                 |                 |
| Dicembre        | Do              | Lu              | Ma              | Me              | Gi              | Ve              | Sa              | Do              | Lu              | Ma              | Me              | Gi              | Ve              | Sa              | Do              | Lu              | Ma              | Me              | Gi              | Ve              | Sa              | Do              | Lu              | Ma              | Me              | Gi              | Ve              | Sa              | Do              | Lu              | Ma              |                 |